# أوسبيميفين
أوسبيميفين (Ospemifene)، الذي يباع تحت الإسمين التجاريين أوسفينا (Osphena)وسينشيو( Senshio)، هو دواء يستخدم لعلاج ضمور المهبل لدى النساء بعد انقطاع الطمث .  تحديدا عندما لا يمكن تطبيق هرمون الاستروجين.  و يؤخذ عن طريق الفم. 
تشمل الآثار الجانبية الشائعة لهذا العقار على؛ داء المبيضات المهبلي و الهبات الساخنة و الصداع و تشنجات العضلات و الطفح الجلدي و النزيف المهبلي.  و لا ينبغي أن يعطى للأشخاص المصابين بسرطان الثدي أو الجلطات الدموية الوريدية.  و هو مُعدِّل انتقائي لمستقبلات هرمون الاستروجين (SERM).  و يعمل بشكل مشابه لهرمون الاستروجين على المهبل. 
تمت الموافقة على أوسبيميفين للاستخدام الطبي في الولايات المتحدة في عام 2013 و بعدها في أوروبا في عام 2015.   في المملكة المتحدة، تكلف 4 أسابيع من العلاج هيئة الخدمات الصحية الوطنية حوالي 40 جنيهًا إسترلينيًا.  و يكلف هذا المقدار في الولايات المتحدة حوالي 210 دولارًا أمريكيًا. 